# Saint-Jean-de-Marcel
Saint-Jean-de-Marcel è un comune francese di 354 abitanti situato nel dipartimento del Tarn nella regione dell'Occitania.

## Società

### Evoluzione demografica
Abitanti censiti